# 碓氷温泉
碓氷温泉は、かつて群馬県碓氷郡旧松井田町(現安中市)にあった温泉。碓氷峠のぼり口近くにあった一軒宿の鉱泉。

## 概要
昭和初期ごろ温泉入り口より霧積川に沿って4km入った左岸山間に自然湧出していた。付近には別荘を構えた跡があり、1970年代後半には利用されていない。そこより引き湯し、温泉入り口に旅館が一軒営業していたが1980年には廃宿になっている。現在の霧積温泉とは別の温泉である。慢性間接リウマチ、やけど、外傷、皮膚病に効くと言われていた。

## 泉質
含硫黄ナトリウム炭酸水素塩泉。遊離硫化水素を含んでいる。pH7.6の冷鉱泉であった。